# Menneus aussie
Espèce
Menneus aussie est une espèce d'araignées aranéomorphes de la famille des Deinopidae.

## Distribution
Cette espèce se rencontre en Australie au Queensland et en Nouvelle-Galles du Sud et en Nouvelle-Calédonie.

## Description
Le mâle holotype mesure 10,5 mm et la femelle 10,6 mm. Les mâles mesurent de 9,3 à 9,8 mm et les femelles de 9,0 à 12,0 mm.

## Étymologie
Son nom d'espèce lui a été donné en référence au lieu de sa découverte, de aussie, australien.

## Publication originale
- Coddington, Kuntner & Opell, 2012 : Systematics of the spider family Deinopidae with a revision of the genus Menneus. Smithsonian Contributions to Zoology, no 636, p. 61 (texte intégral).